# Dolichopus enigma
Dolichopus enigma är en tvåvingeart som beskrevs av Axel Leonard Melander och Charles Thomas Brues 1900. Dolichopus enigma ingår i släktet Dolichopus och familjen styltflugor. Inga underarter finns listade i Catalogue of Life.